# Крема
Крѐма (на италиански: Crema) е град и община в провинция Кремона, в регион Ломбардия в Северна Италия. Градът е разположен около река Серио. Той е също така център на католически диоцез. Обитателите на града са наречени кремаски. Население 33 911 жители от преброяването към 30 април 2009 г.

## Личности
Родени
- Алесио Такинарди (р. 1975), италиански футболист